# Nasuticladius tonnoiri
Nasuticladius tonnoiri är en tvåvingeart som beskrevs av Freeman 1961. Nasuticladius tonnoiri ingår i släktet Nasuticladius och familjen fjädermyggor. Inga underarter finns listade i Catalogue of Life.